# شهرستان هوندوارا
شهرستان هوندوارا (به لاتین: Hunedoara County) یک județ در رومانی است که در رومانی واقع شده‌است.

## خصوصیات
شهرستان هوندوارا ۴۸۵٬۷۱۲ نفر جمعیت دارد.